# Bell XP-83
Le Bell XP-83, plus tard redésigné ZXF-83, était un prototype de chasseur d'escorte américain, conçu par la Bell Aircraft Corporation vers la fin de la Seconde Guerre mondiale. Il vola pour la première fois en 1945. Toutefois, comme la plupart des premiers appareils à réaction conçus à cette période, il souffrait de nombreuses limitations, en particulier au niveau de sa puissance, et il fut rapidement éclipsé par des concepts plus avancés et plus performants.

## Conception et développement
Les premiers chasseurs à réaction consommaient du carburant à une vitesse effrayante, ce qui limitait sévèrement leur rayon d'action et leur endurance au combat. En mars 1944, l'United States Army Air Forces (USAAF, ancêtre de l'US Air Force actuelle) demanda à la société Bell de concevoir un chasseur avec une autonomie importante, et signa un contrat pour la fabrication de deux prototypes le 31 juillet 1944.
Bell travaillait sur son concept d'intercepteur « Model 40 » depuis 1943. Il fut revu et conçu comme un chasseur d'escorte à longue distance, retenant les lignes générales du P-59 Airacomet. Les deux turboréacteurs General Electric J33-GE-5 furent placés dans chaque emplanture d'aile, ce qui laissait une importante place dans le long fuselage trapu pour du carburant et de l'armement. Le fuselage était de conception semi-monocoque tout en métal, capable d'embarquer 4 530 litres de carburant. En supplément, deux réservoirs largables additionnels de 950 litres pouvaient également être emportés. Le cockpit était pressurisé et la verrière était petite et en forme de bulle.
L'armement prévu devait consister en six mitrailleuses de 12,7 mm (calibre .50 BMG) disposées dans le nez de l'appareil.

## Essais en vol
Les premiers tests en tunnel aérodynamique avaient mis le doigt sur une instabilité directionnelle, mais la solution, consistant en l'installation d'une dérive verticale plus grande, ne serait pas disponible à temps avant le début des essais en vol. Le premier prototype effectua son premier vol le 25 février 1945, emmené par le chef pilote d'essai de Bell Jack Woolams, qui le trouva poussif et instable. Les essais en vol limités montrèrent cependant des caractéristiques de vol assez satisfaisantes, bien que les vrilles étaient limitées tant que la dérive plus grande n'avait pas été installée. Le deuxième prototype incorporait la nouvelle dérive et était également doté d'un système amplificateur pour les ailerons. Une caractéristique inhabituelle unique du XP-83 était sa tendance à « refuser » de ralentir, à cause de son profil aérodynamique lisse et de l'absence d'aérofreins. Les pilotes d'essais étaient obligés d'effectuer des approches très longues et plates avant d'atterrir.
Le premier prototype fut utilisé en 1946 comme banc d'essais pour statoréacteurs, avec un emplacement pour un ingénieur créé dans le fuselage derrière le pilote. Le 14 septembre 1946, l'un des statoréacteurs prit feu, forçant le pilote Chalmers « Slick » Goodlin et l'ingénieur Charles Fay à sauter en parachute pour évacuer l'avion. Le deuxième prototype vola le 19 octobre et fut envoyé à la ferraille en 1947.
Excepté pour son rayon d'action élevé, le XP-83 était inférieur en performances au P-80 Shooting Star de Lockheed, et le projet fut abandonné en 1947.